# چارلز لاورنس بولت
چارلز لاورنس بولت (انگلیسی: Charles L. Bolte؛ ۸ مه ۱۸۹۵ – ۱۱ فوریه ۱۹۸۹ (aged 93)) فرد نظامی اهل ایالات متحده آمریکا بود. وی همچنین برندهٔ جوایزی همچون پرپل هارت و ستاره نقره‌ای شده‌است.